# Опорувко
Опорувко (пол. Oporówko) — село в Польщі, у гміні Кшеменево Лещинського повіту Великопольського воєводства.
Населення — 290 осіб (2011).

## Демографія
Демографічна структура станом на 31 березня 2011 року:
|          | Загалом | Допрацездатний вік | Працездатний вік | Постпрацездатний вік |
| -------- | ------- | ------------------ | ---------------- | -------------------- |
| Чоловіки | 144     | 29                 | 104              | 11                   |
| Жінки    | 146     | 29                 | 90               | 27                   |
| Разом    | 290     | 58                 | 194              | 38                   |